# Wolfgang Suschitzky
Wolfgang „Wolf“ Suschitzky (* 29. August 1912 in Wien, Österreich-Ungarn; † 7. Oktober 2016 in London) war ein österreichisch-britischer Kameramann und Fotograf.

## Leben
Wolfgang Suschitzky war ein Sohn des Verlegers und Buchhändlers Wilhelm Suschitzky (1877–1934) und der Buchhändlerin Adele Bauer (1878–1980). Er erhielt eine Ausbildung an der Graphischen Lehr- und Versuchsanstalt in Wien und arbeitete anschließend als Buchhändler und Fotograf. Ende Februar 1934 wanderte er nach London aus und verdiente sich seinen Lebensunterhalt dort zunächst als Fotograf.
1937 begann er eine Tätigkeit als Kameraassistent bei Dokumentarfilmen für Paul Rothas Produktionseinheit. Nach Kriegsausbruch 1939 als feindlicher Ausländer klassifiziert, durfte er ab 1942 als Chefkameramann wieder für Rotha arbeiten. 1944 war er an der Gründung der Filmkooperative DATA beteiligt und drehte für diese Firma zahlreiche Industriefilme. 1950 gab er sein Spielfilmdebüt mit dem kurzen Kriminalfilm No Resting Place, doch erst ab den 1960er Jahren erhielt Suschitzky vermehrt Spielfilmaufträge. Nebenher arbeitete er weiterhin als Fotograf, drehte Werbespots und Fernsehserien und versuchte sich auch als Buchillustrator.
Suschitzky lebte zuletzt in London. Sein Sohn ist der Kameramann Peter Suschitzky (* 1941). Seine Schwester war die Fotografin, Pädagogin und KGB-Agentin Edith Tudor-Hart (1908–1973).

## Fotografie
Für Wolf Suschitzky, in dessen Werk die Darstellung von Arbeit und Arbeitenden einen zentralen Platz einnimmt, bestand dokumentarische Fotografie in der anteilnehmend-kommentierenden Darstellung von sozialen Zuständen: „Der Fotograf, der mit menschlichem Leid in Berührung kommt ist für gewöhnlich parteiisch“. Am Beginn seiner Karriere fotografierte er klassische Auftragsarbeiten für Magazine wie Picture Post, Illustrated oder Lilliput, später entstanden seine Fotografien größtenteils neben seiner Arbeit als Kameramann. Charakteristisch für seine fotografische Arbeit ist, dass zwischen seinen Tätigkeitsfeldern oft nicht ganz eindeutig abgetrennt werden kann, dass er Film- und Fotokamera oft annähernd zeitgleich benutzte, was zu speziellen ästhetischen Effekten führen kann, etwa dass Motive in verschiedenen Kontexten mehrfach existieren oder dokumentarische Fotografie am Rande von filmischen Produktionen entstehen. Sein fotografischer Nachlass befindet sich größtenteils im FOTOHOF archiv.

## Wolf Suschitzky Photography Prize
Seit 2018 wird alle zwei Jahre vom Österreichischen Kulturforum London der 'Wolf Suschitzky Photography Prize' ausgeschrieben: um Suschitzkys Verbundenheit mit seiner Heimat als auch seiner Wahlheimat widerzuspiegeln, wird der Preis gleichzeitig an einen österreichische und einen britischen Fotografen vergeben. Eine Jury wählt aus beiden Ländern jeweils einen Gewinner aus, die ein Preisgeld, Ausstellungsmöglichkeiten und eine Residency im jeweils anderen Land erhalten.

## Filmografie (Auswahl)
- 1947: The World Is Rich (Dokumentarfilm)
- 1955: Der Mantel nach Maß
- 1958: Besuch bei Mr. Scruby (Cat and Mouse)
- 1961: Cradle of Genius (Dokumentar-Kurzfilm)
- 1963: Der Gehetzte von Soho (The Small World of Sammy Lee)
- 1963: Schnee (Snow) (Kurzfilm)
- 1967: Ulysses
- 1967: Jung, blond und tödlich (The Vengeance of She)
- 1969: Mein Freund, der Otter (Ring of Bright Water)
- 1970: Seid nett zu Mr. Sloane (Entertaining Mr. Sloane)
- 1971: Jack rechnet ab (Get Carter)
- 1972: Drei Strolche in der Wildnis (Living Free)
- 1973: Theater des Grauens (Theatre of Blood)
- 1980: Midlife Crisis (Falling in Love Again)
- 1984: Ein Umzug kommt selten allein (The Chain)
- 1986: Claudia (Claudia)

## Ausstellungen
- 2020: „Wolf Suschitzky – No Resting Place“. Fotohof, Salzburg[7]
- 2020: „Orte des Exils“. Museum der Moderne, Salzburg[8]

## Bücher
- Wolf Suschitzky: „Work“. mit Texten von Kurt Kaindl und Peter Schreiner. FOTOHOF edition, Salzburg 2020, ISBN 978-3-903334-04-5